# Бобышов, Михаил Павлович
Михаил Павлович Бобышов  (19 ноября 1885, д. Погорелое, Тверская губерния — 7 июля 1964, Ленинград) — российский, советский театральный художник, живописец, график и педагог, Заслуженный деятель искусств РСФСР (1955), Народный художник РСФСР (1961), профессор Ленинградского института живописи, скульптуры и архитектуры имени И. Е. Репина, член Ленинградского Союза художников.

## Биография
Родился 19 (7 по старому стилю) ноября 1885 года в деревне Погорелое Тверской губернии. В 1900—1907 гг. учился в Центральном училище технического рисования барона Штиглица в Петербурге у Г. И. Котова, В. Е. Савинского, М. А. Чижова. По окончании получил звание художника и заграничное пенсионерство. Посетил Францию, Англию, Италию, Испанию. Участник выставок с 1912 года.
Как театральный художник начал работать в Петербурге с 1911 года. Одновременно рисовал для журналов. Оформил спектакли для Академического Малого оперного театра, Ленинградского театра комедии, Государственного Академического театра оперы и балета, московских Оперного театра имени К. Станиславского и Малого театра, а также театров Киева, Софии. Автор многих живописных и графических работ.
Участник выставочной группы «Шестнадцать» (1922—1928), член учредитель «Общества живописцев» (1928—1930).
Преподавал в Петроградском техническом училище (1912—1918), Ленинградском художественно-промышленном техникуме (1924—1928), во ВХУТЕИНе и Ленинградском институте живописи, скульптуры и архитектуры при Всероссийской Академии художеств. Профессор ИЖСА ВАХ с 1939 года, с 1926 года М. П. Бобышов — бессменный руководитель мастерской театрально-декорационной живописи.
В эвакуации Ленинградский Институт Всероссийской академии художеств (ВАХ), в котором преподавал Бобышов, начал свою работу в Самарканде во втором учебном полугодии 1941 года и работал до 1943 года. От этого самаркандского периода сохранилось несколько работ Бобышова на тему Востока.
Также жил и преподавал в Московском художественном институте (1943—1947).
В 1955 году удостоен почётного звания Заслуженный деятель искусств РСФСР, в 1961 году — почётного звания Народный художник РСФСР. В 1957 году в Академии художеств в Ленинграде прошла выставка произведений М. Бобышова, приуроченная к 50-летию творческой деятельности художника. Весной 1964 года в залах ЛОСХ прошла ретроспективная выставка произведений М. Бобышова, на которой было показано около 500 произведений живописи, графики и театрально-декорационного искусства.
Скончался 7 июля 1964 года в Ленинграде на 79-м году жизни.
Произведения М. П. Бобышова находятся в Русском музее, Третьяковской галерее, во многих музеях и частных собраниях в России, Франции, Украине, Германии и других странах.

## Ученики
- Балдина Ирина Михайловна (1922—2009)
- Брандт Николай Николаевич (1917—1975)
- Бродская Дора Вольковна (1909—1985)
- Булгакова Матильда Михайловна (1919—1998)
- Васильева Наталья Борисовна (1936—2001)
- Весёлкин Игорь Петрович (1915—1997)
- Вирсаладзе Симон Багратович (1909—1989)
- Гава Лубсангийн (1920–1991)]]
- Гагарина Лидия Ивановна (1902—1984)
- Золотарёв Николай Николаевич (1915—1989)
- Иванов Виктор Семёнович (1909—1968)
- Крестовский Ярослав Игоревич (1925—2003)
- Ляндсберг Артур Мечиславович (1905—1963)
- Сеидова Иззет Али кызы (1911—1973)
- Серебряный Иосиф Александрович (1907—1979)
- Софья Марковна Юнович (1910—1996)